# Popis hrvatskih proizvoda zaštićenog naziva u Europskoj uniji
Republika Hrvatska ima poljoprivredne i prehrambene proizvode, čiji je naziv registriran u Europskoj uniji kao zaštićena oznaka izvornosti ili zaštićena oznaka zemljopisnog podrijetla. Oznake zemljopisnog podrijetla štite proizvode od zlouporabe ili oponašanja registriranog naziva i jamče kupcima pravo podrijetlo. Ta pravila jamče da svi proizvođači u određenom zemljopisnom području uživaju kolektivna prava nad proizvodom, ako ispunjavaju određene uvjete.
Dan zaštićenih hrvatskih autohtonih proizvoda obilježava se 14. travnja, na dan kada je naziv krčki pršut registriran u Europskoj uniji kao zaštićena oznaka zemljopisnog podrijetla. Registracija naziva krčki pršut, 14. travnja 2015. godine, bila je prva registracija zaštićene oznake iz EU sustava kvalitete, koju je jedan od hrvatskih poljoprivrednih i prehrambenih proizvoda ostvario.

## Hrvatski proizvodi zaštićenog naziva u Europskoj uniji:
- Baranjski kulen
- Bjelovarski kvargl
- Brački varenik
- Bračko maslinovo ulje
- Dalmatinski med
- Dalmatinska panceta
- Dalmatinska pečenica
- Dalmatinski pršut
- Drniški pršut
- Ekstra djevičansko maslinovo ulje Cres
- Istarski pršut/Istrski pršut
- Istra (ekstra djevičansko maslinovo ulje)
- Korčulansko maslinovo ulje
- Krčki pršut
- Krčko maslinovo ulje
- Lička janjetina
- Lički krumpir
- Lički škripavac
- Malostonska kamenica
- Međimursko meso 'z tiblice
- Neretvanska mandarina
- Ogulinski kiseli kupus/Ogulinsko kiselo zelje
- Paška janjetina
- Paška sol
- Paški sir
- Poljički soparnik/Poljički zeljanik/Poljički uljenjak
- Rudarska greblica
- Slavonski kulen/Slavonski kulin
- Slavonski med
- Šoltansko maslinovo ulje
- Varaždinski klipič
- Varaždinsko zelje
- Zagorski bagremov med
- Zagorski mlinci
- Zagorski puran
- Zagorski štrukli/Zagorski štruklji

## Vanjske poveznice
Mrežna mjesta
- Katalog - Hrvatski zaštićeni poljoprivredni i prehrambeni proizvodi, Ministarstvo poljoprivrede, Zagreb, 2022.